# شهرستان مکینتاش (اکلاهما)
شهرستان مک‌اینتاش، اکلاهما (به انگلیسی: McIntosh County, Oklahoma) شهرستانی در ایالات متحده آمریکا است که در اکلاهما واقع شده‌است.

## خصوصیات
شهرستان مک‌اینتاش ۱٬۸۴۴٫۰۸ کیلومترمربع مساحت دارد.